# Haris Medunjanin
Haris Medunjanin (Szarajevó, 1985. március 8. –) bosnyák válogatott labdarúgó, jelenleg a Cincinnati középpályása.

## Statisztika
2012. május 12-i adatok
| Klub             | Szezon  | Bajnokság | Bajnokság | Kupa  | Kupa | Európa | Európa | Nemzetközi | Nemzetközi | Összesen | Összesen |
| Klub             | Szezon  | Mérk.     | Gól       | Mérk. | Gól  | Mérk.  | Gól    | Mérk.      | Gól        | Mérk.    | Gól      |
| ---------------- | ------- | --------- | --------- | ----- | ---- | ------ | ------ | ---------- | ---------- | -------- | -------- |
| AZ               | 2005–06 | 10        | 3         | -     | -    | 2      | 0      | -          | -          | 12       | 3        |
| Sparta           | 2006–07 | 32        | 7         | -     | -    | -      | -      | -          | -          | 32       | 7        |
| AZ               | 2007–08 | 12        | 1         | -     | -    | 2      | 0      | -          | -          | 14       | 1        |
| Valladolid       | 2008–09 | 18        | 1         | 3     | 1    | -      | -      | -          | -          | 21       | 2        |
| Valladolid       | 2009–10 | 24        | 5         | 1     | 0    | -      | -      | -          | -          | 25       | 5        |
| Makkabi Tel-Aviv | 2010–11 | 32        | 8         | 4     | 1    | 15     | 7      | 3          | 1          | 54       | 17       |
| Makkabi Tel-Aviv | 2011–12 | 14        | 1         | 3     | 2    | 9      | 1      | 6          | 0          | 32       | 4        |

## Sikerei, díjai
- Hollandia U21
  - U21-es labdarúgó-Európa-bajnokság: 2006, 2007

- Bosznia-H.
  - Kirin-kupa: 2016

## Fordítás
Ez a szócikk részben vagy egészben  a   Haris Medunjanin című angol Wikipédia-szócikk fordításán alapul.  Az eredeti cikk szerkesztőit annak laptörténete sorolja fel. Ez a jelzés csupán a megfogalmazás eredetét és a szerzői jogokat jelzi, nem szolgál a cikkben szereplő információk forrásmegjelöléseként.